# Полудьонка (Алапаєвський міський округ)
Полудьо́нка (рос. Полудёнка) — селище у складі Алапаєвського міського округу (Верхня Синячиха) Свердловської області.
Населення — 5 осіб (2010, 9 у 2002).
Національний склад населення станом на 2002 рік: росіяни — 78 %.